# Tesárske Mlyňany
Tesárske Mlyňany este o comună slovacă, aflată în districtul Zlaté Moravce din regiunea Nitra, pe malul râului Žitava⁠(d). Localitatea se află la altitudinea de 165 m deasupra n.m., se întinde pe o suprafață de 18 km2 și în 2017 număra 1.766 de locuitori.

## Istoric
Localitatea Tesárske Mlyňany este atestată documentar din 1075.

## Demografie
| An:                | 1994 | 2004   | 2014   | 2024   |
| ------------------ | ---- | ------ | ------ | ------ |
| Număr de persoane: | 1689 | 1652   | 1787   | 1798   |
| Diferență:         |      | −2,19% | +8,17% | +0,61% |

| An:                | 2023 | 2024   |
| ------------------ | ---- | ------ |
| Număr de persoane: | 1796 | 1798   |
| Diferență:         |      | +0,11% |